# Akanthomyces aculeatus
Akanthomyces aculeatus är en svampart som beskrevs av Lebert 1858. Akanthomyces aculeatus ingår i släktet Akanthomyces och familjen Cordycipitaceae.   Inga underarter finns listade i Catalogue of Life.